# شهرداری موناکو
شهرداری موناکو (به فرانسوی: Commune de Monaco، لیگوریایی: Cumüna de Munegu) تنها بخش اداری پادشاهی موناکو است و با کل دولت همسو است.

## آرایش سیاسی
سیستم شهرداری توسط پاره نهم قانون اساسی موناکو چیده می‌شود. شهرداری موناکو به عنوان بخشی از شورای شهر از ۱۵ عضو تشکیل شده‌است که می‌توانند در شورای ملی نیز حضور داشته باشند.